# Nuummioq
Nuummioq – pierwszy w historii pełnometrażowy film fabularny w całości zrealizowany na Grenlandii, z 2009 roku. Tytuł filmu oznacza w języku grenlandzkim mieszkańca Nuuk (stolicy Grenlandii).
Film został wyreżyserowany przez Otto Rosinga i Torbena Becha. Premiera filmu Nuummioq miała miejsce w Nuuk 31 października 2009 roku.

## Obsada (wybrane role)[2]
- Julie Berthelsen – Nivi
- Angunnguaq Larsen – Michael
- Lars Rosing – Malik
- Marius Olsen – hodowca owiec
- Morten Rose – Carsten